# Министерство иностранных дел Египта
Министерство иностранных дел Египта курирует внешние связи Египта.

## Процесс принятия решений
Министерство отвечает за налаживание внешних связей Египта в рамках египетского кабинета министров. Оно играет важную роль в сборе и оценке политической, экономической, культурной и научной информации, которая может повлиять на международные отношения. Оно также отвечает за планирование и реализацию египетской внешней политики и координацию деятельности с другими египетскими заинтересованными министерствами и учреждениями.

## Роль Министерства
Министерство курирует внешние связи Египта. Оно участвует в осуществлении всеобъемлющих усилий по развитию Египта, пытаясь привлечь иностранные инвестиции, экономическую помощь, а также содействует передаче технологий. Были созданы специализированные отделения для международного сотрудничества и экономических связей в рамках Министерства по достижению этих целей. Они также координируют и сотрудничают с другими египетскими министерствами и ведомствами, работающими в этих областях.
Традиционные отношения с африканскими и арабскими странами ведутся в основном за счёт взаимодействия с региональными организациями, как Африканский союз и Лига арабских государств. Двусторонние отношения с этими странами также способствуют проведению постоянных консультаций, расширению масштабов сотрудничества в различных областях, а также обмену опытом в различных областях развития. Стратегические отношения с Соединёнными Штатами и европейскими странами, также поддерживается министерством.
Министерство сотрудничает с международным сообществом в рамках международных организаций, таких как Организация Объединённых Наций, и пытается играть активную роль в ООН, её специализированных учреждениях, и ряде других международных институтов для укрепления международного мира, безопасности и экономического развития.
Министерство также способствует развитию понимания египетской культуры через сектор культуры Министерства иностранных дел. Сектор культуры сотрудничает с другими египетскими институтами, такими как Аль-Азхар, Высший совет по делам ислама и египетское Министерство образования, предлагает стипендии и учебные курсы для африканских и азиатских студентов.